# Грибоєдово
Грибоє́дово (рос. Грибоедово) — село у складі Саранського міського округу Мордовії, Росія.

## Населення
Населення — 74 особи (2010; 82 у 2002).
Національний склад (станом на 2002 рік):
- росіяни — 89 %